# Panorama (periodico 1939)
Panorama (sottotitolo: «Enciclopedia delle attualità») fu un quindicinale italiano di attualità e cultura pubblicato a Roma. Fondato nel 1939, fu chiuso dal regime fascista nel settembre 1940, dopo poco più di un anno di vita.

## Storia
Fondato dall'editore Gianni Mazzocchi, il primo numero uscì il 27 aprile 1939. Panorama era di formato tascabile (14,5 x 22 cm.) con una foliazione di 150 pagine e cadenza quindicinale. Il periodico coniugava argomenti di attualità, politica, letteratura, poesia e architettura, raccogliendo gli articoli e gli scritti di importanti collaboratori, quali Alfonso Gatto, Alberto Moravia, Carlo Linati, Giovannino Guareschi, Giuseppe Pagano, Giovanni Comisso, Elsa Morante, Luigi Comencini, Irene Brin e tanti altri.

Dal marzo 1940 il formato fu ampliato (20,5 x 29 cm) e la foliazione ridotta a 60 pagine per fascicolo.
Il 12 luglio 1940 uscì un «Numero speciale sulla guerra italiana» (l'Italia era entrata in guerra il mese prima). Uno degli articoli fu scritto da Indro Montanelli, inviato del Corriere della Sera; Mazzocchi era stato l'editore di un suo libro, XX battaglione eritreo. Nell'articolo Montanelli raccontò le sue giornate del 9 e del 10 giugno (giorno della dichiarazione di guerra dell'Italia) a Roma. Concluse la prima parte del pezzo con una battuta antipatriottica ascoltata in un teatro della capitale; anche il resoconto del 10 fu scritto senza toni enfatici. L'articolo provocò a Montanelli grane con la censura, senza conseguenze. Al periodico andò molto peggio: uscirono ancora due numeri, in agosto e in settembre, poi la testata fu soppressa per ordine del Minculpop, anche a causa dell'aneddoto disfattista raccontato da Montanelli.
La soppressione causò all'editore un danno valutabile in un milione di lire.
Ecco l'aneddoto anti-militarista incluso nel pezzo di Montanelli. Il giornalista racconta cosa successe in un teatro di Roma, dove si era recato la sera del 9 giugno a sentire i fratelli De Filippo (A che servono questi quattrini? di Armando Curcio):
(Panorama, 12 luglio 1940)

## Direttori
- Raffaele Contu (27 aprile 1939 - 27 maggio 1940)
- Emilio Ceretti (12 giugno - 12 settembre 1940)